# Cécé Pepe
Cécé Franck Pepe (ur. 9 listopada 1996 w Clichy, Francja) – francuski piłkarz, grający na pozycji obrońcy.

## Kariera piłkarska

### Kariera klubowa
Wychowanek klubów Paris Saint-Germain F.C. i Olympique Marsylia. W 2015 rozpoczął karierę piłkarską w Olympique Marsylia, ale występował jedynie w drugim składzie klubu. 4 sierpnia 2017 roku przeniósł się do ukraińskiej Zirki Kropywnycki. W sezonie 2018/19 bronił barw FC Rieti, a potem przeszedł do Livingston F.C.

### Kariera reprezentacyjna
Występował w juniorskiej reprezentacji Francji.